# Ruisseau Saint-Camille
Ruisseau Saint-Camille är ett vattendrag i Kanada.   Det ligger i provinsen Québec, i den sydöstra delen av landet, 300 km öster om huvudstaden Ottawa.
Omgivningarna runt Ruisseau Saint-Camille är en mosaik av jordbruksmark och naturlig växtlighet. Runt Ruisseau Saint-Camille är det mycket glesbefolkat, med 6 invånare per kvadratkilometer.